# Slag bij Interamna Nahars
De Slag bij Interamna Nahars is een conflict dat plaatsvond in 253. De Romeinse keizer Trebonianus Gallus en zijn zoon Volusianus werden verslagen door  Aemilianus in een veldslag bij de stad Interamna Nahars aan de Via Flaminia. Na de nederlaag werden Trebonianus Gallus en Volusianus door hun eigen troepen vermoord. 

## Context
Na een overwinning op de Goten werd generaal Aemilianus door zijn troepen tot keizer uitgeroepen. Hij wilde zijn voorganger Trebonianus Gallus hiermee confronteren, maar werd prompt tot staatsvijand nummer een verklaard.